# Michael Fried
Pour les articles homonymes, voir Fried.
Michael Fried (né en 1939, New York) est un critique d'art moderne, et historien de l'art. Il étudie aux universités de Princeton et d'Harvard, et reçoit une bourse Rhodes lors de ses études au Merton College, à l'Université d'Oxford.
Il est notamment élève du professeur de lettres et d'histoire de l'art J.R. Herbert Boone, à l'Université Johns-Hopkins, Baltimore, Maryland, États-Unis.
Les premières contributions de Fried dans le domaine de l'histoire de l'art touchent le débat lancé au sujet des origines et du développement de l'art moderne. D'autres théoriciens comme Clement Greenberg, Rosalind Krauss et plus tardivement l'historien d'art marxiste T.J. Clark prirent aussi part à ce débat initié à la fin des années 1950. Depuis le début des années 1960, il est en étroite collaboration avec le philosophe Stanley Cavell.

## Début de carrière
Fried décrit ses débuts de carrière dans l'introduction à Art and Objecthood: Essays and Reviews (1998), une anthologie de sa critique d'art dans les années 60 et 70. Bien qu'il se soit spécialisé en anglais à Princeton, c'est là qu'il s'est intéressé à l'écriture de la critique d'art. À Princeton, il rencontre l'artiste Frank Stella et à travers lui Walter Darby Bannard. En 1958, il écrit une lettre à Clement Greenberg exprimant son admiration pour son écriture et le rencontre pour la première fois au printemps de cette année. En septembre 1958, il s'installe à Oxford, à la Ruskin School of Drawing and Fine Art, puis à Londres en 1961-1962, où il étudie la philosophie à temps partiel à l'University College de Londres (UCL), auprès de Stuart Hampshire et de Richard Wollheim. En 1961, Hilton Kramer lui offre le poste de correspondant à Londres pour la revue Arts. À l'automne 1961, Fried noue une amitié avec le sculpteur Anthony Caro; Caro l'avait invité à écrire l'introduction de son exposition à la Whitechapel Art Gallery en 1963.
À la fin de l'été 1962, Fried retourne aux États-Unis, où il combine ses études de doctorat en histoire de l'art à Harvard avec l'écriture de la critique d'art, initialement pour Art International, et la commissaire de l'exposition Trois peintres américains: Kenneth Noland, Jules Olitski, Frank Stella au Fogg Art Museum de Harvard.

## Art and Objecthood
Dans son essai, Art and Objecthood, publié en 1967, Fried fait valoir que l'accent mis par le minimalisme sur l'expérience du spectateur, plutôt que sur les propriétés relationnelles de l'œuvre d'art illustrées par le modernisme, rendait l'œuvre d'art indiscernable de l'expérience générale du spectateur au monde. Le minimalisme (ou « littéralisme » comme l'appelait Fried) offrait une expérience de « théâtralité » ou de « présence » plutôt que de « présent » (une condition qui exigeait un renouvellement continu). L'essai a ouvert par inadvertance la porte à l'établissement d'une base théorique pour le minimalisme, en tant que mouvement fondé sur un mode d'expérience phénoménologique conflictuel que celui proposé par Fried.
Discutant de sa prochaine publication dans une lettre de 1967 à Philip Leider, rédacteur en chef d'Artforum (qui a publié l'essai), Fried écrit: « Je continue à jouer avec l'idée, aussi folle que cela puisse paraître, d'avoir une section dans cet essai de sculpture-théâtre sur la façon dont la sensibilité corrompue est par excellence a faggot sensibility (une sensibilité efféminée). »

## Absorption et théâtralité
Dans Art and Objecthood, Fried a critiqué la « théâtralité » de l'art minimaliste. Il a introduit le terme opposé « absorption » (en français : absorbement) dans son livre de 1980, Absorption and Theatricality: Painting and Beholder in the Age of Diderot. S'inspirant de la critique de Diderot, Fried soutient que chaque fois qu'une conscience de soi du visionnage existe, l'"absorbement" est battu en brèche et la théâtralité en résulte. En plus d'appliquer la distinction à la peinture du XVIIIe siècle, Fried emploie des catégories connexes dans sa critique d'art de la peinture et de la sculpture américaines d'après 1945. Fried rejette les efforts de certains critiques pour associer son écriture critique et historique de l'art.
Il revisite certaines de ces préoccupations dans une étude de la photographie récente avec Why Photography Matters as Art as Never Before (Londres et New Haven 2008). Dans une lecture d'œuvres d'éminents photographes d'art des vingt dernières années (Bernd et Hilla Becher, Jeff Wall, Andreas Gursky, Thomas Demand entre autres) Fried affirme que les préoccupations d'anti-théâtralité et d'absorbement sont au cœur du virage des photographes récents vers des œuvres à grande échelle « pour le mur ».
Cet article est en partie ou en totalité une traduction de l'anglais du même article sur Wikipedia.

### Édition en français
- La place du spectateur : Esthétique et origines de la peinture moderne, Poche, 20 avril 2017, traduction de Claire Brunet de Absorption and Theatricality. Painting and Beholder in the Age of Diderot, augmenté d'un Avant-propos.